# كأس الاتحاد الإنجليزي 1989–90
كأس الاتحاد الإنجليزي 1989–90 (بالإنجليزية: 1989–90 FA Cup)‏ هو الموسم 109 من  كأس الاتحاد الإنجليزي. الذي يشرف على تنظيمه الاتحاد الإنجليزي لكرة القدم، وفاز فيه مانشستر يونايتد.